# Cút thường
Cút thường (danh pháp khoa học: Coturnix coturnix) là một loài chim trong họ Phasianidae. Loài chim này sinh sống ở châu Âu và châu Á. Chúng thường nấp trong cây lương thực và khi bị khuấy động thì chúng lủi đi, hiếm khi bay lên. Chúng ăn hạt và côn trùng. Chim mái có thể sinh sản 6-8 tuần sau khi nở. Chúng xây tổ trên cây trồng ở đồng ruộng hoặc trên cỏ, mỗi tổ từ 6-12 quả trứng và chim mẹ ấp từ 16-18 ngày thì nở.

## Hình ảnh

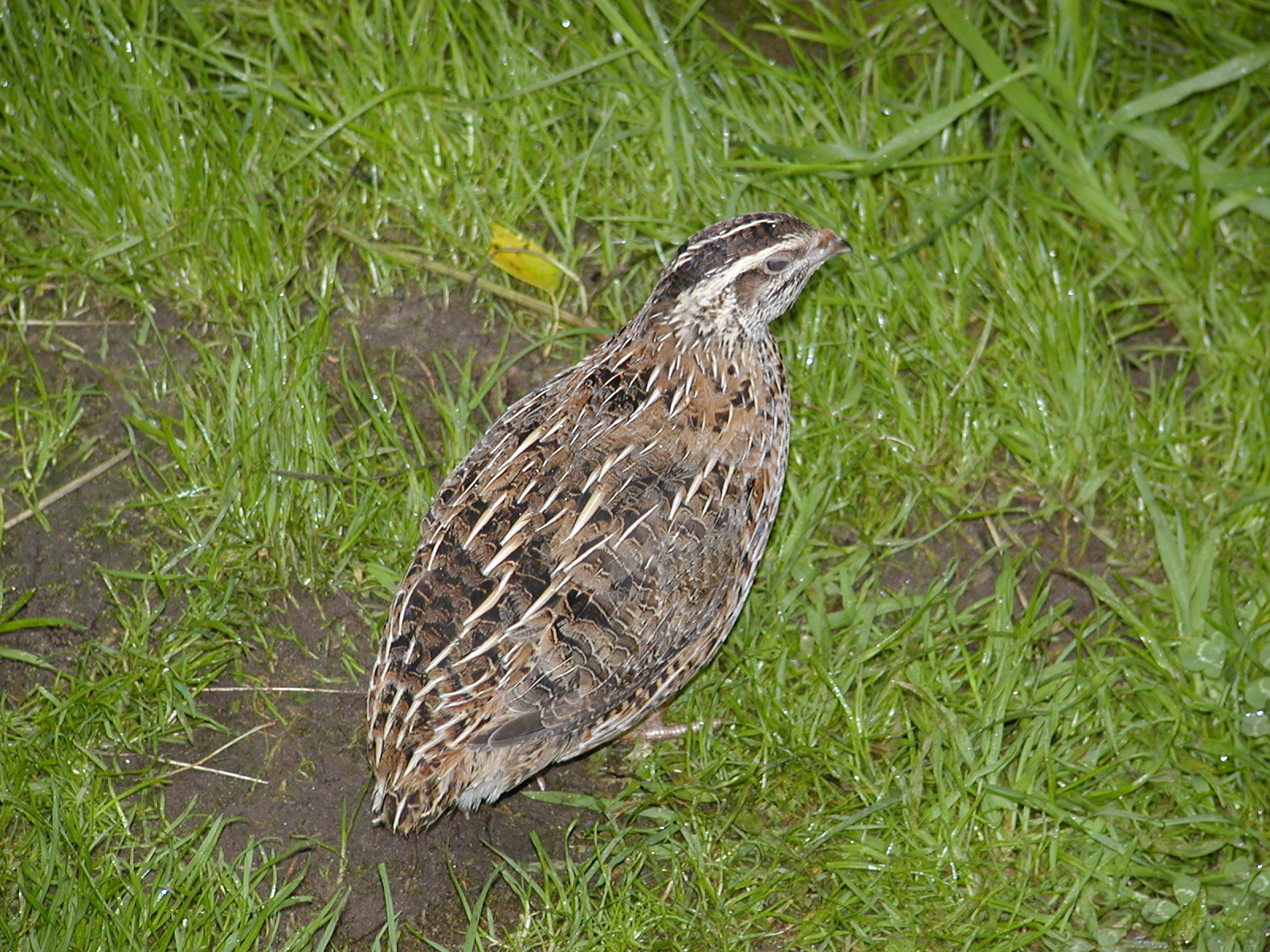
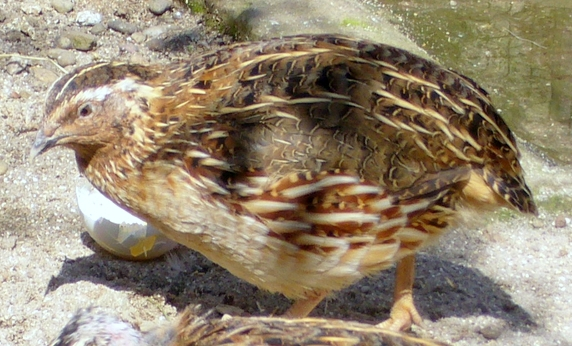
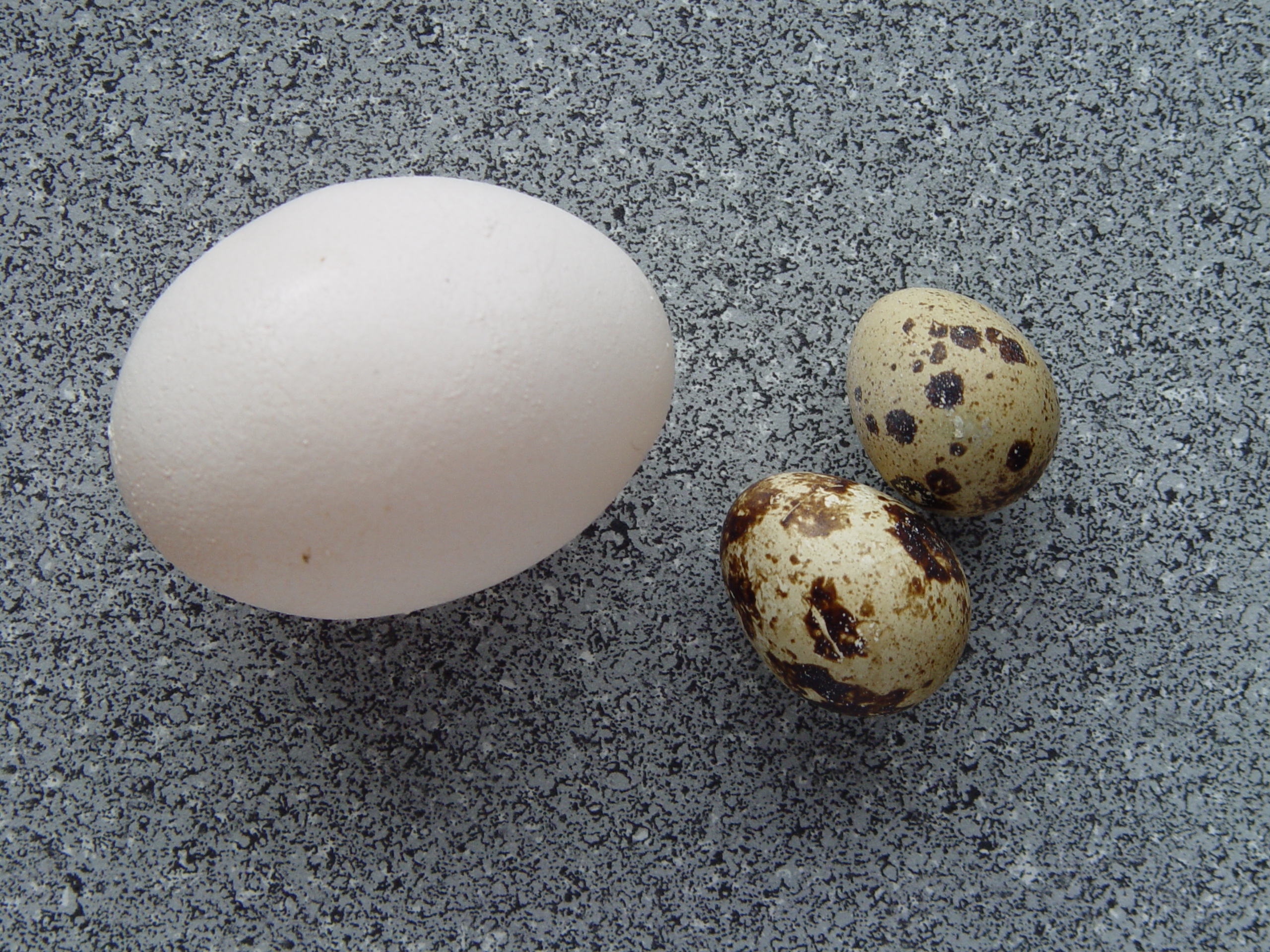